# Berserker (album Beast in Black)
Berserker – debiutancki album studyjny fińskiego zespołu muzycznego Beast in Black.

Został wydany 3 listopada 2017 nakładem wytwórni Nuclear Blast.

## Lista utworów
Opracowano na podstawie materiału źródłowego.
| Nr  | Tytuł utworu         | Długość |
| --- | -------------------- | ------- |
| 1.  | „Beast in Black”     | 4:29    |
| 2.  | „Blind and Frozen”   | 5:04    |
| 3.  | „Blood of a Lion”    | 5:03    |
| 4.  | „Born Again”         | 3:51    |
| 5.  | „Zodd The Immortal”  | 3:34    |
| 6.  | „The Fifth Angel”    | 3:30    |
| 7.  | „Crazy, Mad, Insane” | 3:30    |
| 8.  | „Eternal Fire”       | 3:34    |
| 9.  | „End of The World”   | 5:10    |
| 10. | „Ghost In The Rain”  | 5:35    |
|     |                      | 43:20   |

## Twórcy
Opracowano na podstawie materiału źródłowego.
- Yannis Papadopoulos – wokal
- Máté Molnár - gitara basowa
- Kasperi Heikkinen – gitary
- Sami Hänninen – perkusja
- Anton Kabanen - gitary, wokal wspierący